# Tô dung điệu
Tô dung điệu (chữ Hán: 租庸調) là một chế độ thuế khóa của nhà nước đánh vào dân đinh được chia ruộng công, gồm thuế ruộng, lao dịch và sản phẩm thủ công. Được áp dụng lần đầu tại Trung Quốc dưới thời nhà Đường (618–907), tô dung điệu về sau cũng được triển khai tại các nước đồng văn như Nhật Bản, Triều Tiên và Việt Nam.

## Thuế suất
Tô dung điệu được hình thành dựa trên cơ sở của chế độ Quân điền. Theo chế độ Quân điền, đàn ông từ 21 đến 59 tuổi (tráng đinh) đều được cấp 80 mẫu ruộng trồng lúa gọi là ruộng khẩu phần và 20 mẫu ruộng trồng dâu gọi là ruộng vĩnh nghiệp. Tráng đinh cày cấy trên ruộng công được cấp có nghĩa vụ chấp hành tô dung điệu, tương ứng với 3 loại thuế khác nhau, trong đó tô (租) là thuế ruộng, dung (庸) là thuế đinh, điệu (調) là thuế hộ.
Đối với tô, tráng đinh hàng năm sẽ phải nộp 2 thạch kê hoặc 3 thạch thóc. Thuế dung thay vào đó được nộp bằng sức lao động, tráng đinh hàng năm sẽ phải làm sưu dịch 20 ngày, năm nhuận 22 ngày. Tuy nhiên, người dân có thể lựa chọn nộp lụa để thoát sưu dịch. Một ngày lao dịch tương đương 3 thước lụa, tương ứng với 60 thước trong năm thường và 66 thước trong năm nhuận. Thuế điệu có thuế suất căn cứ vào số lượng sản phẩm thủ công của địa phương. Tại các khu vực trồng dâu nuôi tằm, thuế suất mà mỗi suất đinh phải nộp hàng năm là 2 trượng lụa và 3 lạng bông, tại những vùng không sản xuất lụa là 2,5 trượng vải gai, 3 cân sợi gai.
Tô dung điệu chỉ tập trung đánh vào tráng đinh, thuế được trả bởi người chủ gia đình. Phụ nữ được miễn thuế, dù họ trên thực tế là lực lượng nòng cốt trong việc sản xuất lụa – mặt hàng chính được dùng để nộp thuế.